# سيدني سام
سيدني سام (بالألمانية: Sidney Sam) وهو لاعب كرة قدم ألماني ولد في يوم 31 يناير 1988 في مدينة كييل في ألمانيا الغربية وحاليا يلعب بمركز جناح أو مهاجم بنادي بوخوم ،هو مشهور باسلوب المراوغة وبسرعته الفائقة، سبق له اللعب مع أندية بايرن ليفركوزن وكايزرسلاوترن ونادي هامبورغ الرياضي وشالكه 04 وهولشتاين كييل وكيليا كييل وميتنهوف كما أنه يلعب مع منتخب ألمانيا لكرة القدم مُنذ عام 2013.

## روابط خارجية
- سيدني سام على موقع الاتحاد الأوربي (الإنجليزية)
- سيدني سام على موقع قاعدة بيانات كرة القدم.إي يو (الإنجليزية)
- سيدني سام على موقع بيانات كرة القدم. دي إي (الألمانية)
- سيدني سام على موقع ناشيونال فوتبول تيمز (الإنجليزية)
- سيدني سام على موقع Soccerway.com (الإنجليزية)
- سيدني سام على موقع عالم كرة القدم.نت (الإنجليزية)
- سيدني سام على موقع كووورة
- سيدني سام على موقع AS.com (الإسبانية)